# 9-я сессия Комитета всемирного наследия ЮНЕСКО

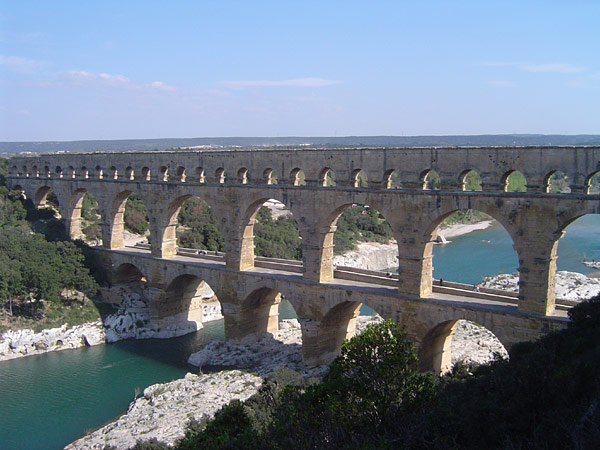
Пон-дю-Гар

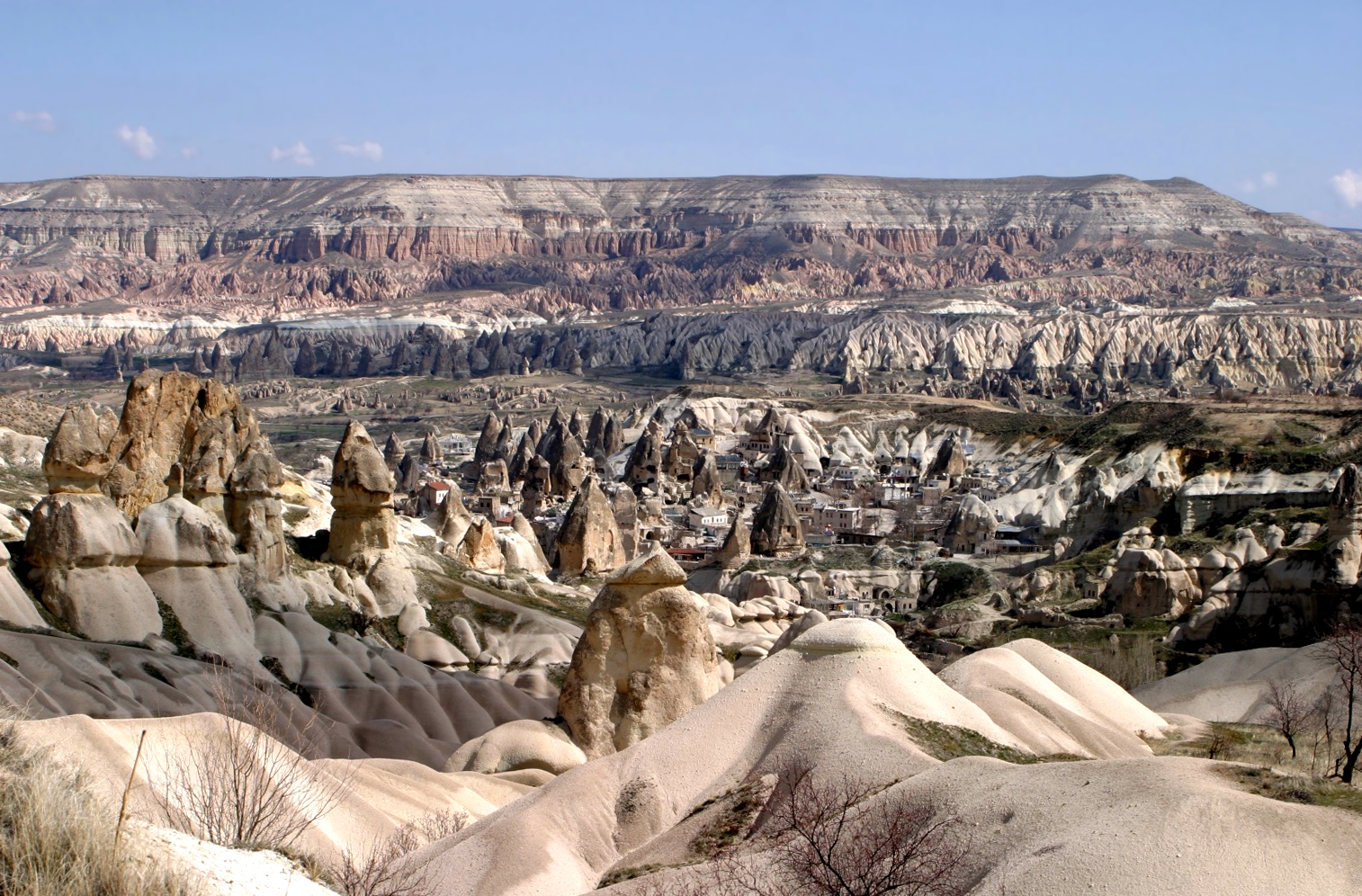
Каппадокия

9-я сессия Комитета всемирного наследия ЮНЕСКО проходила с 2 по 6 декабря 1985 года, в Париже, Франция. Было подано 37 объектов, 30 из них, новых объектов в список всемирного наследия ЮНЕСКО. 25 объектов культурного наследия, 1 смешанного объекта и 4 природных объектов. В красный список были также местоположение добавлено. Таким образом, общее число регистраций до 215 (156 культурного наследия, 8 смешанных и 51 природного наследия).

## Объекты, внесённые в список всемирного наследия

### Культурное наследие
Бангладеш: Исторический город мечетей Багерхат
Бангладеш: Буддийские руины храма Вихара в Пахарпуре
Бенин: Королевские дворцы в Абомее
Бразилия: Исторический центр Салвадор (Баия)
Бразилия: Церковный комплекс Пирапора-ду-Бон-Жезус
Болгария: Фракийская гробница в Свештарах
Германия: Хильдесхаймский собор и Михайловская церковь в Хильдесхайм
Иордания: Древняя резиденция халифов Кусейр-Амра
Иордания: Древний город Петра
Испания: Пещера Альтвира
Испания: Сеть акведуков в городе Сеговия
Испания: Памятники в Овьедо и Астурия (королевство) {расширена в 1998 году}
Испания: Сантьяго-де-Компостела (Старый город)
Испания: Старый город Авила с церковью (расширена в 2007 году)
Канада: Исторический центр Квебек
Кипр: Церкви с росписями в районе Троодос (расширена в 2001 году)
Ирак: Древний город Хатра
Ливия: Наскальные изображения Тадрарт-Акакус
Марокко: Медина Марракеш
Норвегия: Наскальные рисунки в Альте
Перу: Археологические памятники центра древней индейской культуры Чавин-де-Уантар / Чавинская культура
Тунис: Пунический город Керкуан и его некрополь
Турция: Исторический центр Истанбул
Турция: Большая мечеть и больница в городе Дивриги
Франция: Древнеримский акведук Пон-дю-Гар

### Смешанные
Турция: Национальный парк Гореме и скалы Каппадокия

### Природное наследие
Индия: Национальный парк Казиранга
Индия: Убежище дикой фауны Манас
Индия: Национальный парк Манас
Перу: Национальный парк Уаскаран

### Расширены
Ни один объект не был расширен.

### Убраны из Красного списка
Ни один объект не был добавлен.

### Добавлены в Красный список
Был добавлен в Красный список в 1985 году, после разрушительного торнадо.
Бенин: Королевские дворцы в Абомее